# Risku
Pour les articles homonymes, voir Risku (homonymie).
Risku (en népalais : रिस्कु) est un comité de développement villageois du Népal situé dans le district d'Udayapur. Au recensement de 2011, il comptait 7 859 habitants.